# Clube Recreativo de Paderne
O Clube Recreativo de Paderne é um edifício histórico na aldeia de Paderne, no Município de Albufeira, em Portugal. Está programada a sua conversão num pólo museológico, o Museu do Barrocal.

## Descrição e história
O edifício está situado no centro da aldeia de Paderne.
Foi construido no século XIX, tendo passado por várias utilizações, como uma mercearia, uma farmácia, uma alfaitaria e uma fábrica de chapéus. Durante o período da Primeira República Portuguesa, funcionou ali uma loja maçónica. Foi a sede do Clube Padernense durante cerca de cinquenta anos, servindo de casa para uma banda filarmónica.
Entre 2004 e 2005, iniciou-se o planeamento para a instalação de um museu no edifício, Durante as IX Jornadas do Património do Algarve, em 2006, o investigador António Nabais, do Museu Etnográfico e Arqueológico Dr. Joaquim Manso, apresentou a comunicação O Museu do Barrocal e o Património Industrial.
Em Julho de 2009, a Câmara Municipal de Albufeira entregou a empreitada para a elaboração do projecto do museu ao conceituado arquitecto Siza Vieira, tendo este sido provavelmente o primeiro trabalho que iria fazer na zona Sul do país. O programa para o edifício foi concebido pelo museólogo António Nabais, enquanto que a pesquisa e os estudos para a exposição do museu deveria ser feita pela Universidade do Algarve. Segundo o presidente da Câmara Municipal de Albufeira, Desidério Jorge da Silva, o edifício onde iria ser instalado o museu foi escolhido devido à sua importância  «no contexto urbano de Paderne e do Barrocal», tendo afirmado igualmente que o imóvel iria ser totalmente preservado. A finalidade do museu seria a conservação e a divulgação do património do Barrocal algarvio, nas suas vertentes cultural, natural e oral, tendo Desidério Silva informado que os conteúdos do museu iriam incluir «recursos económicos, técnicas rurais dos trabalhos agrícolas e de construções de habitações e transportes, hábitos alimentares, festas e tradições, religiosidade, fauna e flora, actividades artesanais em desuso, geologia, hidrografia e arqueologia.».
Para a instalação do museu iria ser recuperada uma área com cerca de 730 m², enquanto que a parte nova de construção iria ter cerca de 1040 m², que deveria ter quatro pisos. O complexo, que iria ocupar cerca de 90% do quarteirão, seria composto por salas de exposições permanentes e temporárias, um núcleo de documentação e uma biblioteca, um auditório com cerca de cem lugares, uma loja de produtos artesanais, e espaços especializados para o restauro e conservação das peças. As obras de recuperação do antigo edifício iriam abrangir principalmente a fachada, onde iriam ser restauradas as caixilharias em madeira e as cantarias. Previa-se que o museu iria dinamizar a freguesia de Paderne, e constituísse um pólo turístico local, na região interior do concelho. Segundo Desidério Silva, este empreendimento iria igualmente valorizar o edifício histórico do Clube Recreativo de Paderne, que considerou como um elemento caracterizador daquela freguesia, devendo ser preservado e devolvido à comunidade.
O custo total previsto era de cerca de 2,4 milhões de Euros, incluindo 260 mil para a encomenda do projecto a Siza Vieira. Segundo o autarca, a instalação do museu inseriu-se num conjunto de iniciativas do município para a preservação e promoção do património, que incluiu o restauro de várias igrejas, a abertura ao público do Castelo de Paderne, e a manutenção do Museu Municipal de Arqueologia. O planeamento para a instalação do museu inseriu-se no âmbito de um programa de valorização das povoações rurais do Algarve, tendo-se dado um especial destaque às regiões serrana e do Barrocal. Este programa fez parte do Plano Estratégico para as Áreas de baixa Densidade do Algarve, que foi lançado em 2002 pela Comissão de Coordenação e Desenvolvimento Regional do Algarve.
Este não foi o primeiro museu em Paderne, uma vez que o jornal A Avezinha organizou uma biblioteca-museu naquela aldeia, tendo-se chegado a ponderar a transferência do seu espólio para o Museu do Barrocal, quando aquele fosse inaugurado.
Em Fevereiro de 2010, Idalina Nobre apresentou o livro Um olhar sobre o Museu do Barrocal, onde descreveu a instalação e o espólio do futuro pólo museológico. Em Outubro desse ano, o Museu do Barrocal foi uma das iniciativas apresentadas pela Câmara Municipal durante o Salão Imobiliário de Portugal. Desidério Silva admitiu que as condições financeiras não eram muito favoráveis a este tipo de iniciativas, mas considerou necessário «dar continuidade aos projetos, para que avancem quando houver condições. Como são ambos estruturantes no âmbito do PROT, têm condições para concorrerem a fundos comunitários».  Assim, previa-se que até aos finais daquele ano iria ser feita uma candidatura áquelas verbas, para financiar a instalação do Museu do Barrocal.
Em Setembro de 2011, Valério Brito, do Partido Social Democrata, apresentou a Lista Candidata à freguesia de Paderne, tendo nessa altura informado que a autarquia estava em litígio com o autor do projecto para o Museu do Barrocal, situação que estava a caminho de ser resolvida.
Em 2017, o programa de Carlos Silva e Sousa, que foi eleito para presidente da Câmara Municipal de Albufeira, incluía a continuação do processo para a instalação do Museu do Barrocal, como parte de um grupo de medidas a implementar na freguesia de Paderne. Porém, Carlos Silva e Sousa faleceu em 22 de Fevereiro de 2018, antes de terminar o seu mandato. O seu sucessor, Carlos Rolo, afirmou ao jornal Correio da Manhã em Julho de 2018 que ainda estava prevista a construção do Museu do Barrocal, como parte de um plano de requalificação do imóvel.